# Marjolein Delno
Marjolein Delno (17 maart 1994) is een Nederlands zwemster.
Op de Europese kampioenschappen zwemmen 2018 was Delno reserve voor het 4x100 meter estafette-team dat de zilveren medaille behaalde.
Op de Open Nederlandse kampioenschappen kortebaanzwemmen 2018 behaalde Delno verscheidene gouden medailles, op de vrijeslag en wisselslag. Een jaar later op de Open Nederlandse kampioenschappen kortebaanzwemmen 2019 wist ze enkele van deze gouden medailles te prolongeren.